# 野田村 (新潟県刈羽郡)
野田村（のだむら）は、かつて新潟県刈羽郡にあった村。

## 歴史
- 1889年（明治22年）4月1日 - 町村制施行に伴い刈羽郡野田村、宮川新田が合併し、野田村が発足。
- 1901年（明治34年）11月1日 - 刈羽郡田沢村と合併し、野田村を新設。
- 1927年（昭和2年）2月10日 - 豪雪により大字田屋字屋敷地内で雪崩が発生。集落6戸が全て倒壊、死者・行方不明者19人[1]。
- 1956年（昭和31年）9月30日 - 刈羽郡上条村、鵜川村と合併し、黒姫村となり消滅。